# テレワーク

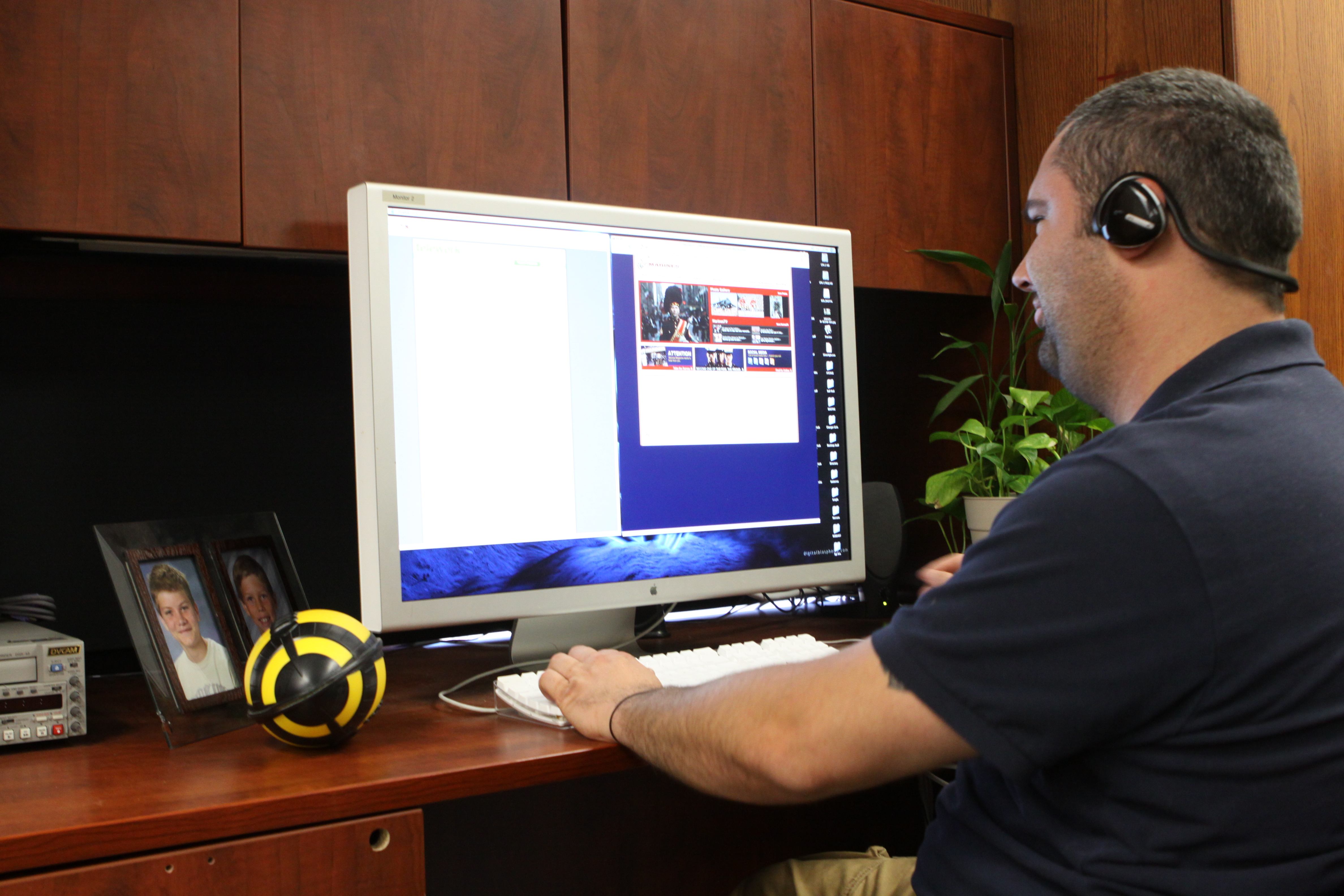
米国海兵隊は2010年に一部の民間人従業員に自宅からの在宅勤務を許可し始めた

テレワーク（英: telework）あるいはテレコミューティング（英: telecommuting）とは、勤労形態の一種で、情報通信技術（ICT、英: Information and Communication Technology）を活用し時間や場所の制約を受けずに、柔軟に働く形態をいう。「tele = 離れた所」と「work = 働く」をあわせた造語。在宅勤務（WFH）、モバイルワーク（英: mobile work）、リモートワーク（英: remote work）、フレキシブルワークプレイスとも呼ばれる。また、テレワークで働く人をテレワーカーと呼ぶ。

## 概要
テレコミューティングは、1970年代に、電気通信および関連する情報技術を移動の代わりに使用する業務関連の代替を意味する言葉として脚光を浴びるようになった。21世紀のテレワーカーは、多くの場合、Wi-Fiを搭載したラップトップデバイスやタブレット型コンピュータ、スマートフォンなどのモバイル通信技術を使用してコーヒーショップから仕事をしている。ロイターの世論調査によると、「世界中の労働者の約5人に1人、特に中東、ラテンアメリカ、アジアの従業員は頻繁に在宅勤務をしており、10％近くが毎日自宅で仕事をしている」。2000年代には、一部の組織では、年休や休暇は仕事をやめるのではなく、職場を休むこととみなされており、一部のオフィス従業員は休暇中も仕事のメールをチェックし続けるためにテレワークを利用していた。
1990年代には、テレワークがポップカルチャーの注目の的となった。1995年には、「仕事はあなたがすることであり、旅行することではない（work is something you do, not something you travel to）」という標語が作られた。この標語のバリエーションには、「仕事は私たちが行うことであり、旅行先ではありません（Work is something we DO, not something you travel to）」、「仕事は私たちが行うことであり、私たちがいる場所ではない（Work is what we do, not where we are）」というものがある。
テレワークは、さまざまな企業、政府、非営利団体で採用されている。組織はコスト削減のためにテレワークを利用することもある（テレワークの従業員はオフィスや作業スペースを必要とせず、スペースを借りたり購入したりする必要があり、照明や空調などの追加コストが発生する）。テレワークを導入することで、通勤時間や渋滞に巻き込まれる時間を減らすことができるため、社員の生活の質を向上させるためにテレワークを導入している企業もある。これに加えて、テレワークを導入することで、労働者は仕事の責任と私生活や家族の役割（子供や高齢の両親の介護など）とのバランスを取りやすくなることができる。テレワークは渋滞や大気汚染を軽減し、道路上の車の数を減らすことができるため、環境上の理由からテレワークを採用している組織もある。

## 用語
「在宅勤務」と「テレワーク」は1973年にジャック・ニールズによって造語された。
専門的な文脈では「在宅勤務の専門家」とされる在宅で勤務をする者は「在宅勤務者」、「テレワーカー」と称される。また「自宅勤務者」と呼ばれることもあるように、多くは自宅で仕事をするが、「ノマドワーカー」と称されるようなコーヒーショップなどの遠隔地で仕事をする者もいる。
特にテレワークには以下の区分がある
１、中央集権的な職場以外の自由な勤務地
２、技術的にサポートする情報通信技術の利用
３、従来の職場で置き換えられていた時間配分
４、雇用主と被雇用者の雇用関係の多様性（契約労働から従来のフルタイム雇用まで）
狭義で在宅勤務とは勤務地であるオフィスが維持された状態で、週1日から3日、ブロードバンド接続、コンピュータや電話回線その他の電子メディアを介して通勤時間を短縮できる場所で仕事をすることを指し、これを含む広い概念として配置された作業スペースの外で行われるあらゆるテクノロジーを利用した仕事（自宅で行われる仕事、外線通話などを含む）は、テレワークとみなされる。

## 統計
2012年の推計では、5,000万人以上の米国の労働者（労働人口の約40％）が、少なくとも一部の時間は自宅で仕事ができるとされているが、2008年には自営業者を除いて、自宅を主な仕事場と考えている従業員は250万人にすぎなかった。2010年に「主な仕事で」自宅で仕事をしたと報告された従業員の数は940万人（労働人口の6.6％）と報告されているが、この数には自営業者も含まれている可能性がある。
2017年現在、約370万人の従業員が労働力の2.8%を占め、少なくとも半分の時間は自宅で仕事をしているとGlobal Analytics Workplaceは報告している。在宅勤務のフルタイムスタッフを大量に雇用している企業はほとんどないが、コールセンター業界は顕著な例外で、米国のいくつかのコールセンターでは数千人の在宅勤務者を雇用している。多くの従業員にとって、在宅勤務の選択肢は従業員の福利厚生として提供されているが、ほとんどの従業員が在宅勤務を行っているのはごく一部の時間に過ぎない。テレワークの中で最も高給取りなのは在宅勤務の医師と放射線技師で、米国労働統計局の報告によると、医師の週収は中央値1,975ドルに近い収入を得ているとされており、6桁の収入のある仕事となっている。研究によると、自宅で仕事をする労働者は、最大で30％も収入が減り、生産性が高まった経験をしたいと考えているという。
2009年、アメリカ合衆国人事管理局は、約10万3,000人の連邦政府職員がテレワークを行っていると報告している。しかし、週に3日以上在宅勤務をしている人は14,000人に満たない。2012年1月、ロイターは、Ipsos/Reutersの世論調査をもとに、在宅勤務は「可能であればフルタイムで在宅勤務する可能性が非常に高いと回答したコネクテッドワーカーの34％が、今後も継続すると思われる傾向にある」と予測している。
2010年12月9日、米国連邦政府は、業務の継続性を向上させ、緊急時にも連邦政府の重要な機能が維持されるようにするため、テレワークを利用して組織や交通費、環境への影響を削減し、労働者のワーク・ライフ・バランスを向上させるテレワーク強化法を2010年に可決した。例えば、テレワークを利用することで、従業員は仕事や家族の義務をより適切に管理することができ、その結果、より回復力のある連邦政府の労働力を維持し、機関の目標を達成することができるようになる。
2013年9月に発表された「2013 Regus Global Economic Indicator」の調査結果によると、世界のビジネスマネージャーの48%が週の半分以上をリモートで仕事をしていることが明らかになった。この調査は、90カ国26,000人以上のビジネスマネージャーを対象としたもので、回答者の55％がリモートワーカーの効果的な管理を達成可能な目標と回答している。結果発表後、リージャスのCEOマーク・ディクソンは次のように述べている。「私たちが話すビジネスパーソンは、信頼と自由がリモート管理の重要な役割を果たしていると言っていますが、これらが導入されれば、生産性の向上、スタッフの定着率の向上、運用コストの削減などのメリットは誰の目にも明らかです」。
フォレスター・リサーチが行った米国テレワーク予測によると、3,400万人のアメリカ人が在宅勤務をしており、その数は2016年までに6,300万人、つまり米国の労働力の43%に達すると予測されている。シスコは、従業員に在宅勤務やテレワークを認めることで、年間2億7,700万ドルの生産性の向上を実現していると報告している。また、米国のソフトウェア会社・イントゥイットのレポートによると、2020年までにアメリカの労働力の40％以上、つまり6000万人がフリーランサー、契約社員、派遣社員になるという。英国では、2007年から2012年の間に、通常は自宅で仕事をする従業員の数が13％増加し、50万人近くにまで増えており、英国の労働人口3000万人のうち、400万人以上の従業員が働いていることになる。

## テクノロジー

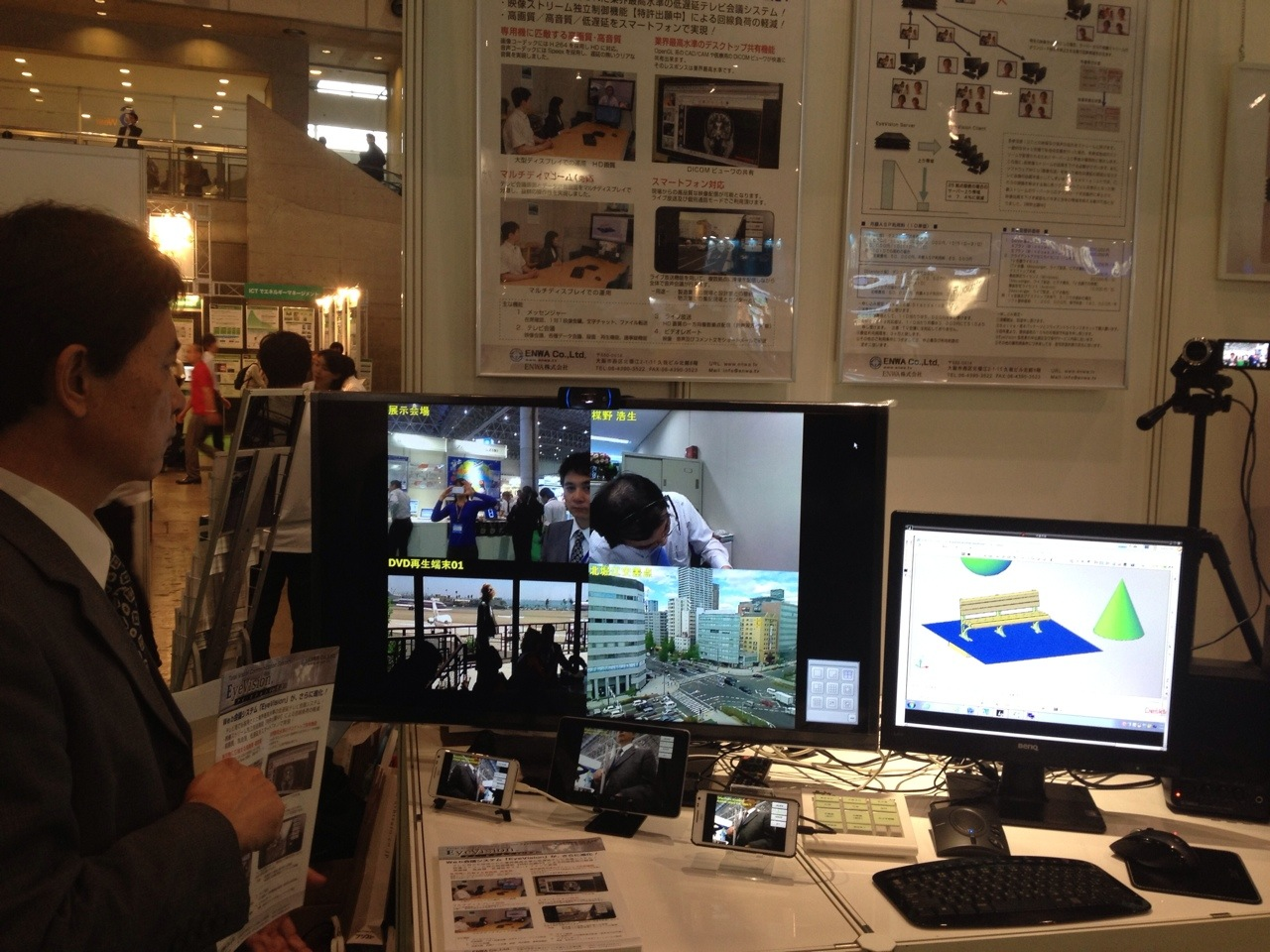
全国の自治体、消防、病院、放送局などで多く採用されているビデオ会議。Web会議システム（ENWA）

在宅勤務のルーツは、1970年代初頭の技術にある。当時は電話回線をネットワークブリッジとして使用したダム端末を使って、サテライトオフィスと都心のメインフレームをリンクさせた。後に継続的かつ指数関数的にテレワークのコストが低下し、同時にパソコンの性能と使いやすさが向上したことで、オフィスを自宅に移す道が開かれていった。
1980年代初頭までには、支店や在宅ワーカーは、パソコンや端末エミュレーションを使って組織のメインフレームに接続することができるようになった。テレワークは、コラボレーティブソフトウェア、仮想プライベートネットワーク、電話会議、ビデオ会議、バーチャルコールセンター、Voice over IP (VOIP)、バーチャルオフィス (ソフトウェア)などのツールや、高品質のノートパソコンの低価格化によって促進されている。ブロードバンド・インターネットは、労働者が長距離の通信を可能にし、移動時間とコストを大幅に節約できるため、企業にとって効率的で有用なものとなる。ブロードバンド・インターネット接続が一般的になるにつれ、自宅でこれらのツールを使用して企業のイントラネットや社内電話ネットワークに接続するための十分な帯域幅を持つ労働者が増えてきている。

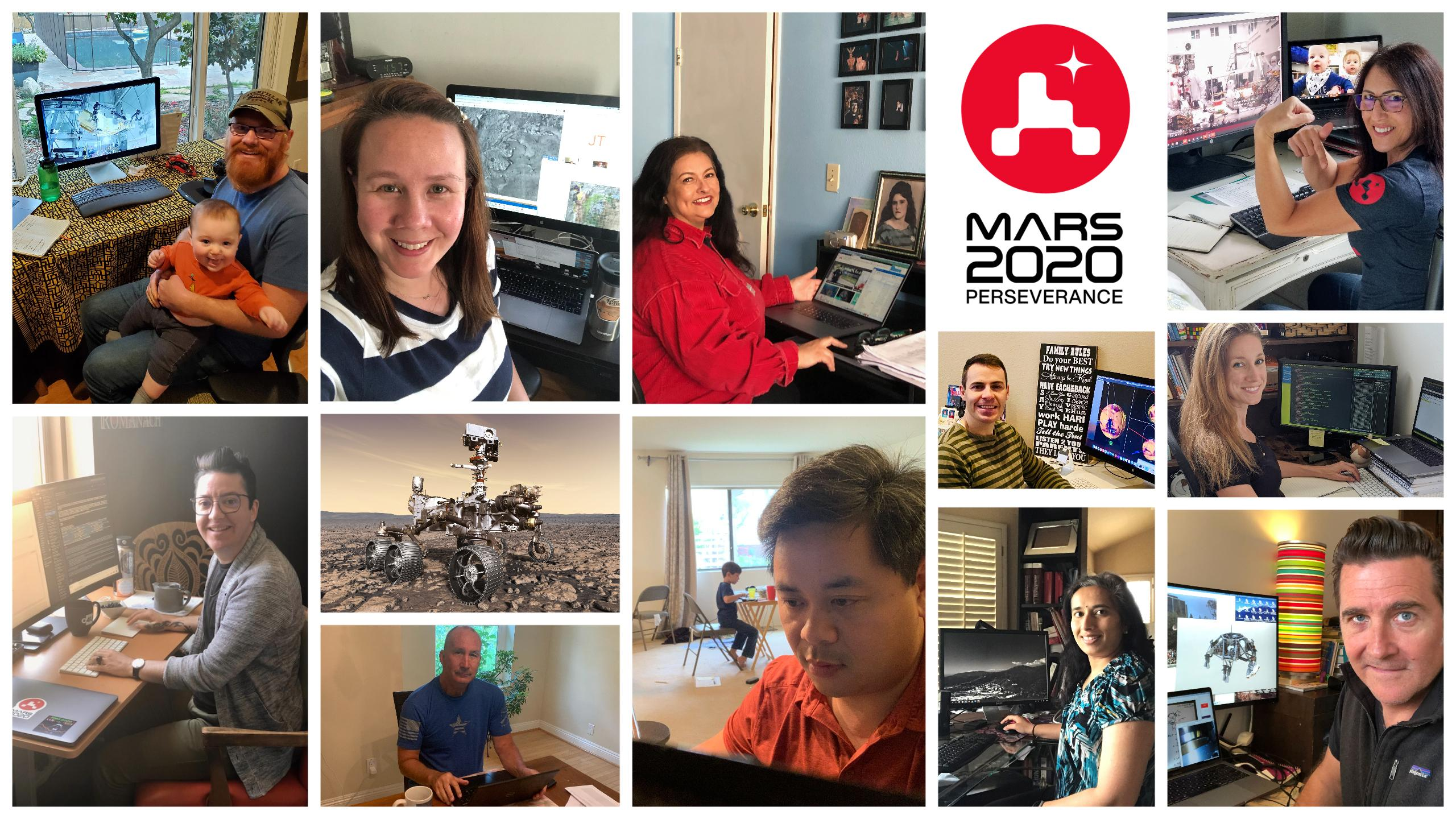
NASAの火星探査「マーズ2020」のミッションのパーサヴィアランスマーズ・ローバーのプロジェクトのメンバーがロケット「アトラス V」の打ち上げの前の期間中コロナ禍のためテレワークでミッションを進める様子

ローカル・エリア・ネットワークの採用により、リソースの共有が促進され、クライアント・サーバ・モデルのクライアント・サーバ・コンピューティングにより、さらに大きな分散化が可能になった。今日では、在宅勤務者はノートパソコンを持ち歩くことができ、オフィスでも自宅でも、ほぼどこでも利用することができる。クラウドコンピューティング技術とWi-Fiが利用できるようになり、持ち運び可能なハードウェアとソフトウェアを組み合わせてリモートサーバにアクセスすることが可能になった。さらに、技術の向上と普及に伴い、スマートフォンはテレワークにも広く使われるようになってきている。スマートフォンは、労働者の移動性と組織との連携の度合いを大幅に向上させる。携帯電話やパーソナルデジタルアシスタント、パーソナルデジタルアシスタント（PDA）デバイスの技術は、テキストメッセージ、カメラの写真、ビデオクリップを介して、いつでもどこからでもインスタントコミュニケーションを可能にする。

## メディアリッチネス理論
コミュニケーションのための技術は、対面でのオフィスでのやりとりを再現できるほどには進歩していない。つまり、コミュニケーションの失敗が増える可能性がある。メディアリッチネス理論によると、対面でのコミュニケーションは、豊かな情報を処理する能力を備えている。これは、曖昧な問題を明確にすることができ、即時にフィードバックを提供することができ、個人に適したコミュニケーション（ボディランゲージ、声のトーンなど）があるということである。在宅勤務では、電話や電子メールなど、さまざまなタイプのメディアを使用してコミュニケーションをとる必要がある。そして、電子メールにはタイムラグがあり、すぐにフィードバックを得ることができない。また、電話での会話では、電話の相手やチームの感情を推し量ることが難しくなる。このように、典型的な組織のコミュニケーションパターンは、在宅勤務では変化する。例えば、コンピュータ会議を利用したコンピュータ媒介型コミュニケーションを使用しているチームは、対面式のグループよりもグループの意思決定に時間がかかる。
労働者は、コミュニケーションを行うにあたって、対面でのやりとり、電話での会話、対面での部門会議に満足する傾向が見られるが、電子メールやインターネットはコミュニケーションの満足度を高めない。ある研究では、チーム内のバーチャルワーカーは、対面のオフィスでのコミュニケーションよりもテクノロジーを媒介としたコミュニケーションに満足していたという結果が出ているが、このことから、テレワークは対面のコミュニケーションに比べて「豊かなコミュニケーション」の要素を持っていない可能性があることが示唆されている。

## 職務特性理論
在宅勤務のメリットとデメリットのいくつかは、仕事の特徴やタスクそのものが従業員の仕事に対する態度や行動に影響を与えるという職務特性理論によって説明することができる。仕事に5つの特性（技能多様性、タスク完結性、タスク重要性、自律性、フィードバック）があれば、その仕事に就いている従業員は、仕事に対する内発的なモチベーション、自己成長の機会に対する満足感、仕事に対する全般的な満足感、仕事のパフォーマンスの向上、欠勤や離職の減少などを経験することになると考えられている。多くの研究で、仕事の特性が従業員の行動や態度に影響を与えるという根拠が示されている。さらに、職務特性は個人差と相互作用して、労働者の態度や行動に影響を与える。これら5つの職務特性のうち、テレワークは特に対面での仕事と比較して自律性とフィードバックが変化するため、従業員の行動や態度に影響を与える可能性がある。職務特性理論によれば、自律性とフィードバックの変化は、技能多様性、タスク完結性、タスク重要性の変化よりも、仕事の行動や態度に影響を与えるとされている。

### 自律性
自律性は経験豊富な責任に影響を与え、仕事が自由、独立性、スケジュールの柔軟性をもたらしている場合、その人は自分の仕事の結果に責任を感じるはずである。テレワークは、オフィスの外にいることで労働者に多くの選択肢を与えてくれるので、スケジュールの柔軟性と自由をもたらす。テレワーカーはオフィスでのルーチンに固執する必要はなく、一日のうちのさまざまな時間帯に仕事を移すことが可能である。テレワークによって、従業員は最高の仕事ができるように、働く場所、働く時、そして働くために着るものさえも自由に選ぶことができる。テレワーカーは、自分の仕事をコントロールし、説明責任があると感じる程度には、より多くの責任を経験することができる。また、テレワークの自律性により、仕事と家庭の対立が少なくなる。テレワークは、家族との衝突を避けるために仕事を自由にアレンジすることが可能である。人生の要求に対するコントロール性が高まることは、テレワークの主な魅力の一つである。従業員が感じるテレワークの自律性のレベルは、スケジュールの柔軟性や家庭の規模など、さまざまな要因に依存している。仕事と家庭の衝突が減るだけでなく、レクリエーション活動との衝突も減る。時間制限の自由度の増加と減少は、労働者が社会的や物理的なものであるかどうかにかかわらず、より多くのレクリエーション活動に参加することができるようになる。

### フィードバック
職業の特性の次元であるフィードバックは、結果に関する労働者の知識を増加させる。フィードバックは個人が仕事の活動に関連した自身のパフォーマンスについての直接的で明確な情報を受け取る程度を指す。フィードバックは、従業員が自分のパフォーマンスについて継続的に学ぶために特に重要である。テレワークでは、テレワーカーのための手掛かりが少ないため、情報を解釈して得ることが難しく、その後、フィードバックを受け取ることが難しくなる可能性がある。労働者がオフィスにいない場合は、割り当てや期待など、限られた情報とより大きな曖昧さが見られる。役割の曖昧さは、状況に対して労働者が何をすべきか不明確な期待を持っているときに、より大きな競合、フラストレーション、そして疲労につながる可能性がある。
フィードバックの相互作用には、個々のニーズに合わせたコミュニケーションが重要である。人は、性格や気質の違いにより、コミュニケーションの必要性や環境との社会的なつながりのレベルが部分的に異なる。テレワーカーではコミュニケーションのレベルが低下することがあるが、在職期間が長く、社会的関係ではなく機能的な関係を持っている人など、一部のサンプルでは、コミュニケーションのレベルに対する満足度が高くなることがある。フィードバックやコミュニケーションは、マネージャーの勤務地によっても影響を受けることがある。マネージャーがテレワークをしていると、明確さ、応答のスピード、コミュニケーションの豊かさ、頻度、フィードバックの質が低下することがよく見られる。

### 技能多様性・タスク完結性・タスク重要性
5つの仕事の特性のうち、技能多様性、タスク完結性、タスク重要性の3つは、労働者が自分の仕事をどれだけ意味のあるものと考えているかに影響を与える。
技能多様性とは、仕事を完遂するためには、その仕事に必要な活動や技能多様性が必要とされる度合いのことである。技能多様性が増すと、仕事のやりがいが増すと考えられている。仕事のやりがいが増すことで、その人の経験的な意味深さや、その人が仕事をどれだけ大切にしているか、やりがいを感じているかが増すのである。テレワークは、オフィスで仕事をしていたときと比べて、個人の技能多様性や仕事の有意義性に直接影響を与えることはないかもしれないが、グループで仕事をしているときには、個人の技能多様性や仕事の有意義性が高まる可能性がある。自宅での仕事がチームではなく個人に集中している場合、多様なスキルを使う機会が少なくなる可能性がある。
タスク完結性とは、その人が仕事を最初から最後まで見ているか、また、小さな部分だけではなく、特定可能な部分、そして仕事全体を完了する度合いのことである。
タスク重要性とは、自分の仕事が組織内や組織外の他の人の生活や仕事に大きな影響を与えていると個人が感じている度合いのことである。テレワークでは、技能多様性、タスク完結性、タスク重要性といった仕事の特性は、オフィスで働く場合と比べて変わらないかもしれないが、これらの特性の存在は、テレワーカーの仕事の成果や態度に影響を与えることになる。

### 個人差
在宅勤務における職務特性に対する反応は、個人によって異なる可能性がある。職務特性理論によれば、個人の達成欲求や成長欲求の強さが、在宅勤務の仕事の側面に対する個人の反応に影響を与えるとされている。例えば、成長欲求の強さが高い人は、成長欲求の強さが低い人に比べて、在宅勤務における自律性の向上に対して肯定的な反応を示し、フィードバックの減少に対して否定的な反応を示すようになる。

## 他の理論
テレワークは、従来の労働環境とは異なる柔軟な構造を持つ新しい労働形態である。テレワークと従来の労働環境との違いを説明するのには、職務特性理論に加えて、様々な職務設計理論が役に立つ。

### 動機付け・衛生理論
動機付け・衛生理論では、動機づけ要因（モチベーター）と衛生要因（ハイジーン）を区別している。テレワークでは、認知度やキャリアアップなどのモチベーション要因が低下する可能性がある。テレワーカーが物理的に不在の場合、オフィス内の他のワーカーからは「見えない、気にならない」状態になる可能性がある。さらに、管理職の管理下に置かれることを恐れているため、テレワークが必ずしも経営者に好意的に受け止められているとは限らない。2008年の研究では、在宅勤務に費やす時間が長いほど、経営者の目に映る在宅勤務者の生産性に対する認識が低下することが明らかになっている。テレワークでは、テレワーカーが様々な場所で働くことができるように、職場環境などの衛生面が改善される可能性がある。このように、テレワークはオフィスワークとは異なる仕事の動機づけ要因や衛生要因を持っている。

### 社会情報処理
社会情報処理は、個人が仕事の特性に意味を与えることを示唆している。人は社会的な手がかりを解釈することで、自分自身の環境認識を構築する能力を持っている。この社会的情報は、同僚からのあからさまな発言、仕事やタスクの次元に対する認知的評価、過去の行動などから得られる。この社会的文脈は、特に不確実な状況では、仕事の性質、個人の行動に対する期待、行動の潜在的な結果に関する個人の信念に影響を与えることができる。テレワークでは、社会的な交流や個人に最適化されたコミュニケーションは、対面でのやりとりよりもコンピュータを介したコミュニケーションの方が処理に時間がかかるため、社会的な手がかりは少ない。

### 社会‐技術システム論
（STS）は、社会的要因と技術的要因の相互作用を説明するものである。つまり、STSは、仕事の満足度を高め、生産性を高めるように仕事を設計するために、人、技術、職場環境の関係を検討する理論である。もともとは、技術が進歩していくものの生産性は低下するというパラドックスを説明するために開発された理論であるが、テレワークの設計にも応用できる。STSの原則の1つは、最小臨界仕様である。この原則では、絶対に必要な場合を除き、選択肢を閉じたり、効果的な行動を阻害したりすることを避けるために、目的や仕事の進め方については最小限の仕様にすべきであるとしている。テレワークでは、テレワーカーはいつ、どのように仕事をするかを自由に決めることができる。同様に、テレワーカーは、自分の責任を果たすために自分の機器やリソースを使用する責任を有している。このように仕事に対する責任感が高まることで、テレワークは特権であり、一部の企業では昇進とみなされているという考えを裏付けるものとなっている。

### 適応構造理論
適応構造理論は、新しい技術が導入されたときの組織の変化を説明する理論である。適応構造理論は、構造(技術によって提供される一般的なルールやリソース)と構造化(人々が実際にこれらのルールやリソースをどのように使用するか)が異なる場合があることを示している。テクノロジーの使用目的と、人々がテクノロジーを使用する方法の間には相互作用がある。テレワークは、特定の相互作用を可能にしたり制約したりする社会構造をもたらしている。例えば、オフィス環境では、他人と対面で交流するのが一般的かもしれないが、在宅勤務で対人交流を実現するためには、他の形態の相互作用を利用する必要が出てくる。適応構造理論は、テクノロジーが時間をかけて使われるようになると、社会的相互作用のためのルールやリソースが変化することを示唆している。テレワークは、主に対面でのコミュニケーションから電子的なコミュニケーションへの切り替えなど、伝統的な仕事のやり方を変える可能性がある。

## 潜在的な利点
会社が主導権を握っているときには、ホームショアリングやホームソーシングといった用語が使われることがある。

### 利点の概要
- ワーカーの好み - テレワーカーは、在宅勤務を必要としているか、希望していることが多い。そういった人は通常、この機会に感謝している。
- 電話機やコンピューターシステムを提供することが多いため、雇用主にとってはコスト削減になる。また、雇用主はオフィスのスペース分、コストを節約することができる。
- ローカル地域に住んでいるテレワーカーを雇用すると、地域のアクセント、マナーやスピーチコードから形成される偏見を取り除くことがある。
- ビジネス目的のために自宅の一部を使用している労働者において、税制上の利点がある。
- 障害のため自宅から移動できない人に対して仕事を提供できる

調査会社IDCによると、ホームソーシングは年間約20％の規模で拡大しており（2006年）、「爆発的に拡大しそうである」という。

### 詳細
在宅勤務は、経済的、環境的、個人的な面で社会にメリットをもたらす。ICTの普及は、従業員、特に身体に障害を持つ従業員にとっての大きなメリットになる。また、経済成長に悪影響を与えることなく、省エネ社会の実現にもつながる。在宅勤務は、地域社会、雇用者、従業員にメリットをもたらす。地域社会にとっては、在宅勤務は在宅勤務者の親や介護者、障害者、定年退職者、遠隔地に住む人々など、状況的に疎外された人々の雇用機会を増やすことで雇用を拡大し、交通渋滞や交通事故の減少、交通インフラへの負担の軽減、温室効果ガスの削減、エネルギー使用量の削減、災害への備えの向上といったメリットがある。
企業にとっては、在宅勤務は人材プールの拡大、病気の蔓延の防止、不動産フットプリントを含むコストの削減、生産性の向上、二酸化炭素排出量とエネルギー使用量の削減、障害を持つアメリカ人法（ADA）への準拠と、米国人であれば税額控除を受けることができる手段となり、離職率と欠勤率の削減、従業員の士気の向上、事業継続戦略の強化、複数の時間帯にまたがるビジネスへの対応能力の向上、文化的適応力の強化といったメリットが有る。フルタイムのテレワークを導入することで、従業員一人当たり約20,000ドルのコスト削減になるという試算もある。
テレワーカーのうち、特に「在宅勤務」をしている人は、ワークライフバランスの改善、二酸化炭素排出量と燃料使用量の削減、年間15～25日分の労働時間（通勤に費やしていた時間）の解消、出張費と仕事関連のコストを年間数千ドル節約できることを実感することができる。働きがいのある仕事をしている人（40％）と、そうしたいと考えている人（79％）によるハーフタイムのテレワークによって、企業、地域社会、従業員において年間6,500億ドル以上を節約することができる。

### 環境上の利点
在宅勤務は、1996年に「二酸化炭素と地上レベルのオゾン層のレベルを25％削減することを目的とした大気汚染防止法の改正が採択された」ことをきっかけに、米国で定着した。この法律では、従業員が100人を超える企業に対して、カープール、公共交通機関、時短勤務、在宅勤務を奨励することが義務付けられた。2004年には、特定の連邦政府機関において在宅勤務を奨励するための充当法案が議会で制定された。この法案は、資格のあるすべての従業員に在宅勤務の選択肢を提供できなかった機関から資金を差し引くと脅すものであった。
テレワーク対応の仕事を抱え、自宅で仕事をしたい米国の人口の40％のうち、労働時間の半分でそうした場合：
- 国は280,000,000バレル (45,000,000 m3)の石油を節約することになる（湾岸の石油輸入量の37％）。
- 環境に関して、恒久的に道路から900万台の車が消えるのと同等の節約になる。
- 燃料の節約から得られるエネルギーは、現在米国によって生産されているすべての再生可能エネルギー源を合わせた量の2倍以上になる[68]。

英国では、在宅で働く従業員の数を増やせば、英国の雇用者と従業員の年間30億ポンドのコスト削減による経済効果に加えて、毎年300万トン以上の二酸化炭素汚染を削減できると推定されている。

### 仕事の態度
職務特性理論によれば、職務特性と職務満足度の関係は中程度に強いことが示された。また、5つの仕事の特性のうち、自律性は仕事の満足度と強い関係があり、自律性が高いほど仕事の満足度が高くなることがわかった。テレワーカーは、仕事の柔軟性や自律性により、仕事の満足度が高くなっているのかもしれない。また、テレワーカーは、オフィスで働く労働者よりも高い満足度を持っていることがわかった。特に、従来の勤務時間外の勤務を許可され、家族のためにより柔軟に対応できるようになった場合には、自律性がテレワーカーの満足度を高め、仕事と家庭の衝突を減らすことがわかった。さらに、テレワークに費やす時間が増加した場合、従業員のエンゲージメントが増加することは自律性によって説明できる。さらに、FlexJobsが3000人以上を対象に行った調査では、回答者の81％が、フレキシブルワークの選択肢があれば雇用主への忠誠心が高まると回答している。

### 生産性と労働者の福利厚生
在宅勤務は、従業員の生産性を大幅に向上させる方法として長い間推進されてきた。スタンフォード大学と北京大学の教授が中国の大手旅行会社の従業員242人を対象に実施した在宅勤務関連の実験では、無作為に割り当てられた従業員が9ヶ月間在宅勤務を行った場合、オフィスを拠点とする対照群と比較して13.5%の生産性の向上が見られた。このような生産性の向上は、通勤時間を節約したことで9%の時間分、労働が増加したことと、より静かな労働条件による3.5%の効率改善に起因している。この研究ではまた、在宅勤務者は仕事の満足度が有意に高く、離職率が50％近く低下したことも明らかになった。しかし、在宅労働者の昇進率は、明らかなパフォーマンスの低下により半分に低下しており、在宅勤務の潜在的なキャリアコストを示している。
テレワークの柔軟性は従業員にとって望ましい前提条件である。人材紹介会社のロバートハーフ・インターナショナルが1,400人のCFOを対象に行った2008年のロバートハーフ・インターナショナル財務採用指数では、13%がテレワークを現在の会計専門家にとって最高の採用インセンティブと考えていることが示されている。以前の調査では、33%がテレワークを最高の採用インセンティブと考えており、半数がテレワークを2番目に良いインセンティブと考えていた。
テレワークでは労働時間の規制が少ないため、従業員の努力や献身・貢献は、純粋にアウトプットや結果だけで評価される可能性がはるかに高くなっている。非生産的な労働活動（研究、自己訓練、技術的な問題や機器の故障への対応）や、失敗した試みのために失われた時間（初期の草稿、実りのない努力、失敗したイノベーション）の痕跡はあったとしても、雇用主にはほとんど認識されない。在宅勤務者にとっては、出来高払い、コミッション、またはその他の業績に応じた報酬も可能性が高くなる。さらに、コーヒー、水道、電気、通信サービスなどの単純なものから、オフィス機器やソフトウェアのライセンスなどの莫大な資本コストまで、従業員一人当たりの費用の大部分は、在宅勤務者自身が負担している。
このように、仕事に費やした時間は過小評価され、経費は過小に報告される傾向があり、生産性向上や節約のための数字が楽観的になりがちであるが、その一部または全部が実際には在宅勤務者の時間と財布から出ていっている。企業は一定の要件に該当する設備導入を行った場合、税制優遇が受けられる「中小企業経営強化税制」というものがある。

テレワーク導入を促進するため、デジタル化設備（C類型）が追加されている。優遇内容は、投資額の即時償却または特別控除を受けることが可能で、中小企業庁サイトで詳しく見ることが出来る。
国際的なファクトと経験から、テレワークは個人、雇用者、社会全体に幅広い利益をもたらすことがわかっている。テレワークは、ビジネスの遂行方法を変えることで、時間の経過とともに変化をもたらすことが可能になる。例えば、オーストラリアにおける2013年の調査によると、ナショナル・ブロードバンド・ネットワークによって可能になったテレワークは、2020年までに国内総生産において新たに83億ドルを追加し、さらに25,000人のフルタイム雇用に相当する雇用を創出すると予想されている。このうち約1万人の雇用がオーストラリアの地方で創出されることになる。環境面では、オーストラリアの従業員の10％が労働時間の半分をテレワークに当てると、1億2,000万リットルの燃料と32万トンの二酸化炭素排出量を節約できると試算されている。また、この割合でテレワークを行うと、年間14億ドルから19億ドルの生産性向上効果が得られることになる。

### 退職の意志
退職の意志に関して、普通の労働者と比べるとテレワーカーの方が低い。仕事上の孤立感が大きいテレワーカーの退職の意志は、実際には低かった。ある研究では、目標、目的、期待を明確に伝えることで、フィードバックとタスク完結性が高まり、テレワーカーの退職の意志が低下し、仕事の質が向上したと報告されている。

### 利点と欠点のメタ分析
ラビ・ガジェンドランとデビッド・A・ハリソンが行った、Journal of Applied Psychology誌に掲載された12,833人の従業員を対象とした46件の在宅勤務に関する研究のメタ分析の結果、在宅勤務は従業員と雇用主に大きなプラスの影響を与えることがわかった。ガジェンドランとハリソンのメタ分析研究では、在宅勤務は従業員の仕事の満足度、知覚された自律性、ストレスレベル、管理職の評価する仕事のパフォーマンス、仕事と家庭の低い葛藤に、ささやかではあるものの有益な効果があることがわかった。また、在宅勤務は退職の意志（仕事を辞めたいという意向）を減少させる。在宅勤務には、仕事の満足度の向上、離職意向の低下、役割ストレスの減少が見られたが、その理由の一部には、仕事と家庭の対立が減少したことが挙げられる。さらに、在宅勤務による自律性の向上は、仕事の満足度を向上させる。
在宅勤務によって従業員のキャリアが損なわれたり、職場の人間関係が損なわれたりするのではないかと懸念する学者や経営者は以前から多くいたが、今回のメタ分析では、職場の人間関係の質やキャリアの成果に一般的に有害な影響はないことが明らかになった。実際に在宅勤務は従業員と上司との関係に正の影響を与え、仕事の満足度と退職の意志との関係は上司との関係の質に一部起因していることがわかった。高強度の在宅勤務（週に2.5日以上在宅勤務）のみが、従業員と同僚との関係に悪影響を与えていたが、仕事と家庭の対立は減少していた。

## 潜在的な欠点と懸念
技能多様性は仕事の内発的動機づけと最も強い関係がある。多様なスキルを使うことができる仕事は、内発的な仕事へのモチベーションを高める。テレワークの場合、チームワークの機会が限られていたり、多様なスキルを使う機会が少なかったりすると、仕事に対する内発的なモチベーションが低下する可能性がある。また、社会的孤立感もモチベーションの低下につながる可能性がある。なお承認欲求の日本人特有の表れ方が、テレワークへの適応を妨げているという指摘もある。職場環境や上司が近くにいないと、在宅勤務では、オフィス勤務よりもモチベーションを高める能力がより重要になると言える。オフィスでの仕事にも気が散ることはあるものの、在宅勤務はさらに気が散ることが多いとよく言われている。ある調査によると、気が散ることの第1位は子供で、次いで配偶者、ペット、隣人、弁護士の順となっている。また、適切な道具や設備がないこともひどい注意散漫につながるが、短期のコワーキングスペースをレンタルなどで利用すると軽減することができる。
対面での交流は、対人関係、つながり、信頼感を高める。そのため、2012年の調査では、テレワーカーの54%が社交的な交流を失ったと考え、52.5%が専門的な交流を失ったと感じている。テレワークは、テレワーカーと同僚の間の仕事上の関係を傷つける可能性があり、特に同僚がテレワークをしていない場合はそうである。テレワークをしない同僚は、自分もテレワークを認められていないと不公平だと考える可能性があるため、憤慨したり、嫉妬したりすることがみられる。しかし、在宅勤務に関するメタ分析では、対人行為や仕事上の孤立感が少ないにもかかわらず、在宅勤務者と同僚との関係や在宅勤務者と上司との関係が否定的であることを支持する結果は得られなかった。75%の管理職は従業員を信頼していると答えているが、3分の1は「念のため」従業員と会うことができるようにしたいと答えている。
在宅勤務をしている労働者は、自身は価値があると思われるために、より多くの成果を出さなければならないというプレッシャーを感じ、自分の仕事量が他の人より少ないという考えを減らすことができる可能性がある。このような成果を出さなければならないプレッシャーは、限られた同僚との関係や孤立感からくる社会的サポートの欠如と同様に、テレワーカーの仕事へのエンゲージメントの低下につながる。さらに、チームメイトとの質の高い関係は、テレワーカーの仕事への満足度を低下させ、テクノロジーを介した交流への不満が原因となっている可能性がある。しかし、チームビルディングのための同僚サポートやバーチャルなソーシャルグループは、仕事の満足度の向上に直接的な影響を与えていた。これは、チームワークによる技能多様性の向上と、より多くの人間関係によるタスク重要性の向上によるものと考えられている。
テレワークと満足度に関する一貫性のない所見は、より複雑な関係性によって説明できる可能性がある。おそらく、自律性の効果により、最初の仕事の満足度は在宅勤務の量が増えるにつれて上昇するが、在宅勤務が増えるにつれて、フィードバックとタスク重要性が低下し、仕事の満足度は横ばいになり、わずかに低下する。このように、在宅勤務の時間が、在宅勤務と仕事の満足度の関係に影響を与えていると考えられる。在宅勤務の継続的な拡大を阻む障壁としては、雇用主からの不信感や、従業員の個人的な孤立感が挙げられる。テレワーク環境下では、従業員や上司は同僚との関係を維持するために努力する必要が出てくる。また、会社の日々の活動からの孤立感が生じ、会社に起こっている他のことをあまり意識しなくなり、在宅勤務をしていない他の従業員からその従業員への嫌悪感が生じる可能性がある。在宅勤務は、「職場での仕事の代わりというよりは、補完的なもの」と考える人もいる。
セキュリティは、テレワーカーや非テレワーカーにも対応する必要がある。2006年には、アメリカ合衆国退役軍人省の職員のノートパソコンが盗まれ、「これまでで最大規模の社会保障番号の損失となる可能性がある」と報道された。当人の人物は在宅勤務者ではなかったが、この事件は職場から離れて働くことに内在するリスクが注目された。大企業のセキュリティ担当役員の90%は、在宅勤務はセキュリティ上の懸念事項ではないと感じている。これは、テレワーカーが受けるトレーニングやツール、技術が不足しているため、テレワーカーではない人がオフィスから持ち出してくる稀な仕事の方を気にかけている。職務特性理論に関する他の研究では、仕事のフィードバックは、他の仕事の特性と比較して、全体的な仕事の満足度と最も強い関係があるように思われる。テレワーク中のコミュニケーションは、対面でのやりとりのように即時性や豊かさはない。テレワーク時のフィードバックの少なさは、仕事への関与度の低さと関連している。このように、知覚された上司のサポートやリーダーとテレワーカーの間の関係の質が低下すると、テレワーカーの仕事の満足度は低下していく。管理職とテレワーカーとのコミュニケーションの重要性は、管理職がテレワークをすると個人の仕事への満足度が低下することがわかった研究で明らかになっている。
日本ではテレワーク時にセキュリティに気を付けていない人の割合が61.7%という調査結果も出ている。。
管理職は、最初の数ヶ月間はテレワーカーの生産性が低下していると考える可能性がある。この生産性の低下は、「従業員、同僚、マネージャーが新しい仕事の様式に慣れる」段階で生じる。生産性の低下は、不適切なオフィス環境が原因である可能性もある。さらに、1999年の調査では、「通常のオフィスでは1日のうち70分が、中断されたり、コピー機の周りでしゃべったり、その他の気晴らしによって無駄にされている」ということがわかっている。2008年の調査によると、雇用主の3分の2以上が在宅勤務者の生産性向上を報告している。従来のラインマネージャーは、観察によって管理することに慣れており、必ずしも結果によって管理する必要はない。このため、在宅勤務を導入しようとする組織では、重大な障害となっている。また、責任や労働者災害補償も深刻な問題になる可能性がある。仕事のパフォーマンスや欠勤など、仕事の側面と仕事の成果との関係が弱いことが、パフォーマンスとテレワークに関する結果が矛盾している理由である可能性がある。いくつかの研究では、テレワークが労働者の生産性を向上させ、上司の業績評価や業績評価の向上につながることが明らかになっている。しかし、別の研究では、テレワークをしている人の職業的な孤立感が、特にテレワークに費やす時間が長く、対面での交流が少ない人の仕事のパフォーマンスの低下につながっていることがわかっている。このように、仕事に対する態度と同様に、テレワークに費やす時間もテレワークと仕事のパフォーマンスの関係に影響を与える可能性がある。
テレワークは、その人のキャリアに悪影響を及ぼすこともある。71カ国の1,300人の経営者を対象にした最近の調査では、テレワークをしている人は昇進する可能性が低いと回答した経営者は考えていることが示されている。企業は、一貫して仕事ぶりを見られていない人を指導的役割に昇進させることはほとんどない。監督不足による先延ばしが続くことによる生産性の低下は、その従業員の仕事の質の低下につながる。これらの要因は、テレワークがその人のキャリアに与える悪影響の一部である。

### テレワーク詐欺
テレワークや在宅勤務の詐欺は非常に一般的で、これらの求人の多くは、在宅で仕事をしながら「早く一攫千金」ができると主張する詐欺である。実際、これらの詐欺の多くは、前もって投資をしなければならず、最後には見返りはない。この問題は、2006年に米国連邦取引委員会（FTC）が偽のビジネスチャンスと在宅ワーク詐欺を標的とした連邦および州の法執行機関による掃討機関「プロジェクト・フォルス・ホープス（Project False Hopes）」を設立したほど蔓延している。この取り締まりには、FTC、司法省、米国郵政検査局、11州の法執行機関による100件以上の法執行措置が含まれている。FTCのデボラ・プラット・マジョラス会長は、「偽のビジネスチャンスは、経済的自立というアメリカ人の夢を踏みにじるものだ」と述べた。「ビジネスチャンスは、リスクがなく、少しの努力で、大きな利益を約束している場合、それはほぼ確実に詐欺です。これらの詐欺は、どれだけ時間とお金を投資しても、消費者が約束したような豊かさや経済的自由を手に入れることができない、お金の落とし穴を提供しているに過ぎません」。FBIは2009年2月にも、このような詐欺について警告している。
「在宅ワーク」という単語で検索した結果、300万件以上のウェブエントリーのうち、95%以上が詐欺、詐欺へのリンク、またはその他の行き止まりであった。在宅ワーク詐欺は加害者に年間5億ドル以上の収入をもたらし、在宅ビジネス詐欺はさらに年間2億5000万ドルの収入をもたらしている。詐欺がないと謳っているサイトでも、詐欺にリンクする広告が掲載されていることがよく見られる。StaffcentrixのCEOであるクリスティン・ダーストによると、インターネット上の在宅ワークの求人情報の中には、48対1の割合で詐欺と合法的な求人情報が存在するという。

### 報道されている問題点
新型コロナウイルス感染症の流行に関連して、毎日新聞は2020年4月26日、「在宅勤務求める妊婦に『特別扱いできぬ』 新型コロナが浮き彫りにする職場の意識」との見出しで、妊娠中の肺炎には重症化の可能性も指摘され、政府は経済団体に配慮を要請したが、「特別扱いできない」とこれまで通りの勤務を求める職場も多いと伝えた。専門家は「各職場の働き方改革に取り組む姿勢が浮き彫りになっている」と指摘している。
同記事によると、ある銀行で働く妊娠中の30代女性は、感染リスクを下げるため顧客対応の少ない担当への配置転換か休職ができないか上司に相談したところ、「あなたの後任の同僚がコロナにかかってもいいということ?」と返答されて言葉を失った。女性は「同僚が感染してもいいなんて考えているわけがない。ただ、もし赤ちゃんに悪影響があったら……」と不安を吐露する。しかし、「長くここで働きたいので、人間関係を考えると無理は言えない」と途方に暮れると言う。
2020年9月に出産予定の20歳代小学校教員は同年4月上旬、事務作業を自宅でできないか上司に相談したところ、「特別扱いはできない」と拒否された。前月・3月末には管理職ら数人が夜の会食をしており「感染防止の意識が低く、同じ部屋で働くことが苦痛だった」と明かす。緊急事態宣言が出された2020年4月7日以降は職場全体で在宅勤務が認められたが、同年5月に学校が再開されると電車で1時間かけて通うことになるとも伝えられた。また、共同通信は2020年6月に「妊婦の約4割が在宅ではなく出勤を主とする働き方をしている」ことが、民間企業によるアンケート調査で分かったと伝えた。医療従事者に限ると6割を超えたと言う。同ニュースではアンケートの結果、勤務態勢が「出勤、出勤が多め」と答えた全体の約4割のうち、フルタイムで働く人は約29％と最多で、時短勤務は約6％、パート・アルバイトは約4％。医療従事者ではフルタイムが4割以上だったであるとも伝えられている。

## 現在のトレンド

### 日本

#### 区分
日本でのテレワークの区分として、雇用関係の有無がある。企業や官公庁に雇用され、在宅勤務などを行う「雇用型」と、フリーライターやSOHOなどの「自営型」、あるいは「非雇用型」は、広く使われる区分である。また、国土交通省のテレワーク人口実態調査では、情報通信機器等を利用し仕事をする時間が1週間当たり8時間以上の者を「狭義のテレワーカー」、それ以外を「広義のテレワーカー」としている。また、佐藤彰男は雇用型、非雇用型を在宅勤務、モバイルワーク、SOHO、在宅就業に分けることができる、としている。それぞれの概要は以下のとおり。
- 雇用型
  - 自宅利用型テレワーク - 在宅勤務。自宅にいて、事業所とはインターネット、パソコン、電話などで連絡を取る。
  - モバイルワーク - 事業所に毎日出勤することはせずに、顧客先や移動中にノートパソコン、携帯電話などを使って勤務する。
- 非雇用型
  - SOHO - 個人事業主。法人格を持っていることが条件。
  - 在宅ワーク型 - 個人が請負、あるいはテレワークあっせん会社に登録を行い、データ入力やアドレス収集、ホームページ作成などを行う。収入の低さから「電脳内職」と揶揄される形態でもある。

また、総務省では上記に付け加えて、施設利用型勤務を定義している。

#### 規模
国土交通省が行った平成17年度（2005年度）テレワーク実態調査によれば、2005年時点で日本には狭義のテレワーカーが674万人いる。政府は2003年7月策定の「eJAPAN戦略II」で、2010年に日本の労働人口の2割をテレワーカーにする目標をかかげている。
一方で、この数字は過大であるという指摘もある。一例として、「調査は本人の自覚によらず定義に当てはまるかで判断しているため、例えば週に8時間以上自宅へ持ち帰り残業を行えばテレワーカーとなる」（佐藤、2008）を挙げる。
日本は通勤者のための公共交通機関網が他国と比較して広範囲に発達していることや、企業の人事評価制度の問題などから、2019年までの日本ではテレワークの普及が遅れていたが、2019新型コロナウイルス (SARS-CoV-2) の感染が世界的に拡大する中、2020年4月7日に東京都などで、改正・新型インフルエンザ等対策特別措置法に基づく緊急事態宣言が発出されると、人との接触機会が多い満員電車の解消などのため、テレワークが推奨された。準備期間はほとんどなかったにも関わらず、テレワークに切り替える会社も相次いだ。単純な解雇や自宅待機者も含まれるため全てがテレワークによる減少とは限らないものの、丸の内や八重洲など比較的大企業のオフィスが周辺に存在する東京駅の利用者は、朝7時台47.8％減、8時台67.7％減となった。

#### テレワークソリューション
テレワークを企業が導入するにあたっては、テレワークソリューション、労務管理、執務環境の3つの側面から検討することが必要。特に在宅勤務の場合、パソコンの画面をずっと見て仕事をすることが多い為「VDT作業における労働衛生管理のためのガイドライン」に留意した執務環境が必要である。

#### テレワーク・デイ
総務省、厚生労働省、経済産業省、国土交通省、内閣官房、内閣府では、東京都及び経済界と連携し、2020年までの毎年、東京オリンピックの開会式が予定されている7月24日を『「働く、を変える日」テレワーク・デイ』とし、企業等による全国一斉のテレワーク実施を呼びかけている。
- 第1回目（2017年） - 900団体以上、約6.3万人が参加[115]。NTTコミュニケーションズは約800人の社員が終日、在宅で勤務した[117]。Yahoo!は全従業員の半数に当たる3000人規模でテレワークを実施し、自宅やカフェ、サテライトオフィスなど、それぞれのワークスタイルに合う空間で作業をした[117]。サニーサイドアップは本社最寄り駅の一つが国立競技場駅であり、「下り電車に乗ろう」プランを導入、海の家や高尾山でミーティングを行った[117]。

- 第2回目（2018年） - テレワーク・デイズ（7月23日の週で、24日を含む計2日以上）として開催、1200団体以上が実施団体として登録した[118]。

#### スーツ着用の有無
2020年8月、K-51インターナショナルがオーダースーツ購入経験のある20代～50代の男性を対象に、「新型コロナとオーダースーツ」に関する調査を実施。新型コロナウイルス感染拡大による緊急事態宣言の発令や外出自粛要請を受けて、リモートワーク（テレワーク）という働き方が急増したが、スーツ着用が『かなり減った（38.5％）』、『少し減った（24.0％）』『変わらない（18.0％）』『全く着なくなった（18.0％）』『かなり増えた（1.0％）』『少し増えた（0.5％）』の回答を得た。しかし、重要な会議や商談などではビデオ会議やWEB商談でも8割以上が『はい（81.8％）』（着用）と回答した。

#### 労務管理・労働法令の適用
厚生労働省は2018年（平成30年）2月に「情報通信技術を利用した事業場外勤務の適切な導入及び実施のためのガイドライン」を策定し、さらに新型コロナウイルス感染症対策として、非常に多くの企業でテレワークが実施されることになったことを踏まえ、2021年（令和3年）3月に「テレワークの適切な導入及び実施の推進のためのガイドライン」を策定した（令和3年3月25日基発0325第2号／雇均発0325第3号）。同ガイドラインによって使用者にはテレワークのルールの策定と周知が求められ、具体的には以下のとおりである。
- 労働基準法上の労働者については、テレワークを行う場合においても、労働基準法、最低賃金法、労働安全衛生法、労働者災害補償保険法等の労働基準関係法令が適用される。
- テレワークを円滑に実施するためには、使用者は労使で協議して策定したテレワークのルールを就業規則に定め、労働者に適切に周知することが望ましい。テレワークを行う場所について、労働者が専らモバイル勤務をする場合や、いわゆる「ワーケーション」の場合など、労働者の都合に合わせて柔軟に選択することができる場合には、使用者の許可基準を示した上で、「使用者が許可する場所」においてテレワークが可能である旨を定めておくことが考えられる。なお、テレワークを行う場所の如何に関わらず、テレワークを行う労働者の属する事業場がある都道府県の最低賃金が適用されることに留意する必要がある。
- 使用者は、労働契約を締結する際、労働者に対し、就業の場所に関する事項等を明示することとなっており（労働基準法第15条、労働基準法施行規則第5条第1項第1号の3)、労働者に対し就労の開始日からテレワークを行わせることとする場合には、就業の場所として「使用者が許可する場所」も含め自宅やサテライトオフィスなど、テレワークを行う場所を明示する必要がある。また、労働者が就労の開始後にテレワークを行うことを予定している場合には、使用者は、テレワークを行うことが可能である場所を明示しておくことが望ましい。
- 労働契約や就業規則において定められている勤務場所や業務遂行方法の範囲を超えて使用者が労働者にテレワークを行わせる場合には、労働者本人の合意を得た上での労働契約の変更が必要であること（労働者本人の合意を得ずに労働条件の変更を行う場合には、労働者の受ける不利益の程度等に照らして合理的なものと認められる就業規則の変更及び周知によることが必要であること）に留意する必要がある（労働契約法第8条～第11条）。
- 労働基準法には様々な労働時間制度が定められており、全ての労働時間制度でテレワークが実施可能である。このため、テレワーク導入前に採用している労働時間制度を維持したまま、テレワークを行うことが可能である。一方で、テレワークを実施しやすくするために労働時間制度を変更する場合には、各々の制度の導入要件に合わせて変更することが可能である。
  - 通常の労働時間制度及び変形労働時間制においては、始業及び終業の時刻や所定労働時間をあらかじめ定める必要があるが、テレワークでオフィスに集まらない労働者について必ずしも一律の時間に労働する必要がないときには、その日の所定労働時間はそのままとしつつ、始業及び終業の時刻についてテレワークを行う労働者ごとに自由度を認めることも考えられる。このような場合には、使用者があらかじめ就業規則に定めておくことによって、テレワークを行う際に労働者が始業及び終業の時刻を変更することができるようにすることが可能である。
  - フレックスタイム制は、労働者が始業及び終業の時刻を決定することができる制度であり、テレワークになじみやすい制度である。特に、テレワークには、働く場所の柔軟な活用を可能とすることにより、例えば、次のように、労働者にとって仕事と生活の調和を図ることが可能となるといったメリットがあるものであり、フレックスタイム制を活用することによって、労働者の仕事と生活の調和に最大限資することが可能となる。
    - 在宅勤務の場合に、労働者の生活サイクルに合わせて、始業及び終業の時刻を柔軟に調整することや、オフィス勤務の日は労働時間を長く、一方で在宅勤務の日は労働時間を短くして家庭生活に充てる時間を増やすといった運用が可能
    - 一定程度労働者が業務から離れる中抜け時間についても、労働者自らの判断により、その時間分その日の終業時刻を遅くしたり、清算期間の範囲内で他の労働日において労働時間を調整したりすることが可能
    - テレワークを行う日についてはコアタイム（労働者が労働しなければならない時間帯）を設けず、オフィスへの出勤を求める必要がある日・時間についてはコアタイムを設けておくなど、企業の実情に応じた柔軟な取扱いも可能

  - 事業場外みなし労働時間制は、労働者が事業場外で業務に従事した場合において、労働時間を算定することが困難なときに適用される制度であり、使用者の具体的な指揮監督が及ばない事業場外で業務に従事することとなる場合に活用できる制度である。テレワークにおいて一定程度自由な働き方をする労働者にとって、柔軟にテレワークを行うことが可能となる。
  - 裁量労働制及び高度プロフェッショナル制度は、業務遂行の方法、時間等について労働者の自由な選択に委ねることを可能とする制度である。これらの制度の対象労働者について、テレワークの実施を認めていくことにより、労働する場所についても労働者の自由な選択に委ねていくことが考えられる。

### 仮想化
企業では、タブレットやラップトップなどのリモートデバイスからアクセスできる社内アプリケーションへのアクセスをテレワーカーに提供することがよくある。これらのデバイスは、従業員の間で人気が高まっているが、基礎となるOSが異なるため、さまざまな互換性の問題がみられる。しかし、デスクトップ仮想化、特にリモート・デスクトップ仮想化を利用することで、モバイル・デバイスからレガシー・アプリケーションやOSにアクセスすることができる。

### アメリカ連邦政府
2000年以降、米国連邦法（運輸省および関連省庁歳出法）では、各行政機関に対し、対象となる従業員が可能な限り在宅勤務に参加できるよう、従業員のパフォーマンスを低下させない限り、在宅勤務に関する方針を定めることを義務づけている。つまり、連邦法は、各機関がテレワーク・プログラムを確立しなければならないことを義務付けているが、個々の従業員にテレワークをする法的権利は与えられていない。
もし、フルタイムでテレワークを行う資格のあるｽﾍﾞﾃ連邦政府職員がテレワークに移行すれば、連邦政府は年間139億ドルの通勤コストの削減を実現し、毎年9ポンド（4キロ82グラム）の環境汚染物質を削減することができる。2007年の出来事により、米国連邦政府にとって重要な測定値として、テレワークが前面に押し出された。
テレワークは、事業の継続性（COOP）や国家的なパンデミック対策の計画、外国産石油への依存度の低下やガス価格上昇の負担の軽減、国防軍基地閉鎖・再編委員会（BRAC）、職員の採用と定着への焦点などに関連している。
2007年9月12日に開催されたテレワーク交流タウンホールミーティングの基調講演の中で、当時のアメリカ共通役務庁長官であったルリタ・ドアンは、機関のテレワーク参加率を高めるための積極的なコミットメント目標を発表した。ドアンの課題は、2010年までに対象となる機関職員の50％が週1日以上のテレワークを可能にすることであった。2007年現在、対象となるGSA職員の10％がテレワークを行っているのに対し、連邦労働者全体では4.2％となっている。ドアンの目標は、2008年末までに20％、2009年末までに40％、そして2010年までに最終的に50％にすることであった。
2007年のアメリカ国立科学財団職員を対象とした調査では、約3分の1がテレワークに定期的に参加しており、職員はこのプログラムに満足しており、テレワークの結果、職員の時間と温室効果ガスの排出量が節約されたと指摘されている。サーベンス議員（D-MD）は、2009年3月に「2009年テレワーク改善法」を提出した。この法案の共同提案者には、コノリ(D-VA)議員が含まれている。コノリ(D-VA)、ウルフ(R-VA)、カピト(R-WV)が法案の共同提案者となった。この法案は、各行政機関が、従業員の業績や行政機関の運営を低下させることなく、可能な限り最大限に従業員にテレワークを認める方針を定めることを求めている。同時に、米国上院で、アカカ上院議員（D-HI）は、ランドリュー上院議員（D-LA）とヴォイノビッチ（R-OH）とともに、同法案を提出した。
2010年5月24日、アメリカ上院は、ダニエル・アカカ（ハワイ州）とジョージ・ヴォイノビッチ（オハイオ州）の両上院議員が提唱するテレワーク強化法（S.707）を可決した。この法案は、連邦職員にテレワークを行う資格を与え、連邦政府機関がテレワーク方針を定め、テレワーク・マネージャーを特定することを要求している。2010年7月14日、下院は「2010年テレワーク改善法」（H.R.1722）を290-131で可決した。米国上院は2010年9月29日に全会一致で法案の最終版を可決し、下院は2010年11月18日に254-152の超党派投票で可決した。2010年12月9日、オバマ大統領は、2010年のテレワーク強化法（H.R.1722）に署名を行った。2012年のテレワーク強化法は、米国の機関が従業員に実行可能なオプションとしてテレワークを提供するための枠組みを提供した。テレワークを行う従業員の数を増やすテレワーク強化法の主な目的は次の3つで、(1)業務の継続性の向上、(2)経営の有効性の促進、(3)ワークライフバランスの強化である。
「連邦政府における2012年のテレワークの状況(The 2012 Status Telework in the Federal Government)」では、過去18ヶ月間のテレワークのハイライトと、今後のテレワーク改善の目標が掲載されている。データセルに参加している87の機関すべてがテレワーク政策を策定し、政策の73％がテレワーク法の要件を満たしていることが報告されている。68万4,000人以上の連邦職員がテレワークの資格があるとみなされ、これは全連邦職員の約32％に相当する。144,000人以上の連邦職員が、所属機関との間でテレワーク協定を結んでいた。在宅勤務者の27％が週に3日以上遠隔勤務していた。この調査結果に加えて、報告書は国防総省でのテレワークについても調査している。報告書によると、国防総省には79万3,000人以上の職員がおり、そのうち13万4,877人がテレワークの対象とみなされている。全体的に見て、連邦政府はテレワークを受け入れているようで、従業員のためのリモートワークの機会をより多く作ろうとしている。最後に、報告書では、政府がテレワークを通じてより多くの仕事を提供できるようにする方法をいくつか挙げている。その中には、定年間近の従業員を維持するためのツールとしてテレワークを利用することや、高度な訓練を受けた障害のある退役軍人の雇用を拡大するためにテレワークを利用することなどの提案が含まれている。
しかし2025年1月20日にドナルド・トランプが大統領に就任すると、その日のうちに行政機関職員に対する在宅勤務の終了を命じる大統領令に署名した。

### テレワークセンター

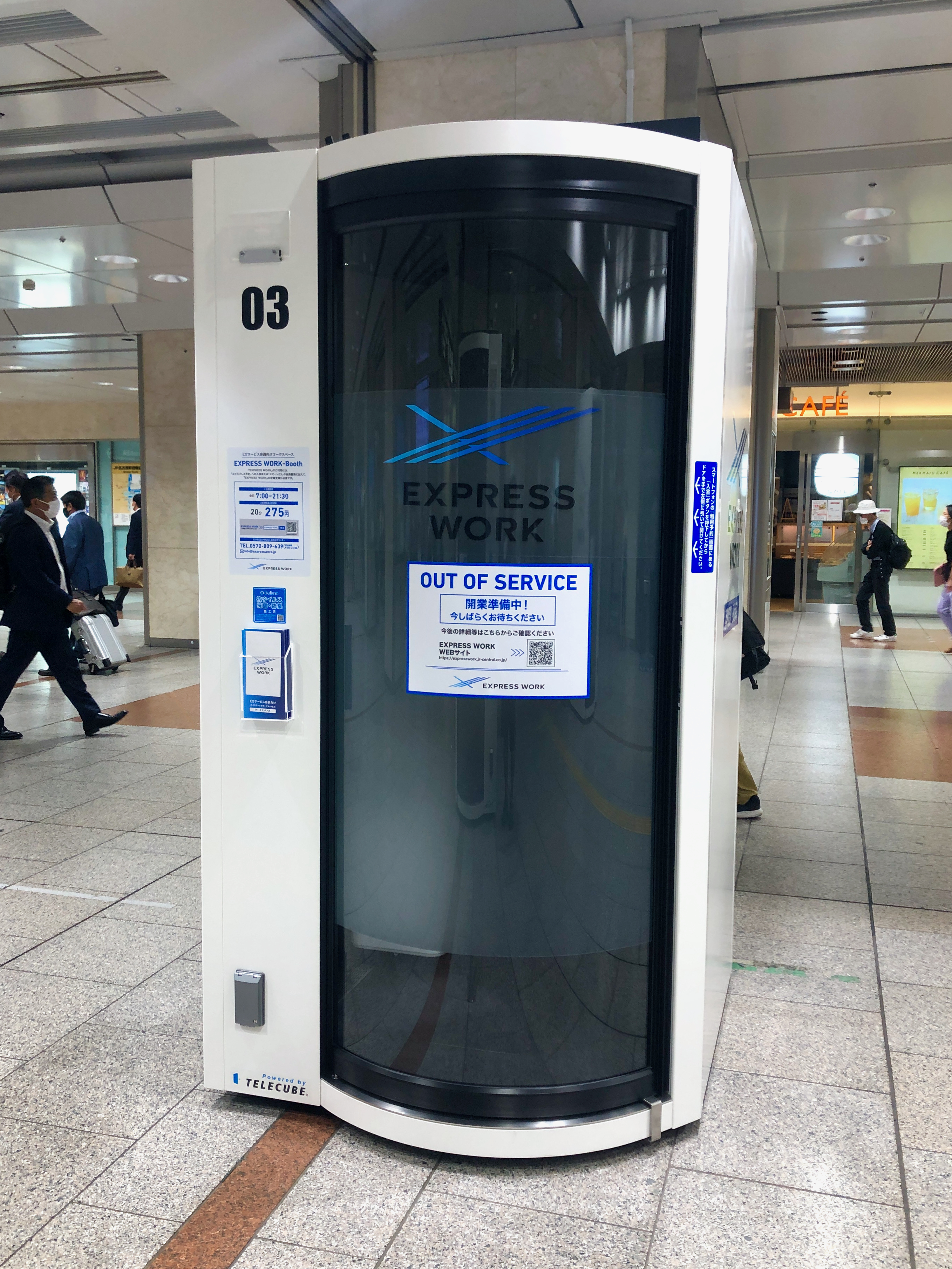
名古屋駅に設置された会員制のテレワークスペース

テレワークセンターは、一般的に車で移動したり、公共交通機関を利用したりする人が多い場所の近くに設置されているオフィスである。通常は、生産性を最大限に高めるために、オフィス設備や高速インターネット接続を完備している。中には、受付や管理者などのサポートスタッフを配置しているところも見られる。例えば、ワシントンの首都圏には、メリーランド州に7カ所、バージニア州に8カ所、ワシントンD.C.に3カ所、ウェストバージニア州に1カ所のテレワークセンターが設置されている。テレワークセンターは、通勤時間を短縮しながら、従来のオフィス環境で仕事をすることができる。テレワークセンターの中には、個々の企業が設立したものもあれば、多くの組織が利用するために独立した組織が設立したものも存在する。また、テレワークセンターは、自宅で仕事をするスペースがない人や、自宅で仕事をする気がない人には魅力的なものである。そして、雇用主に労働力のためのより正式な構造を維持する能力を提供している。
このようなワークアレンジメントは、サービスのカスタマイズや仮想的な組織化へと向かう現在の傾向に伴い、より一般的になる可能性が高くなっている。分散型ワークは、コスト削減、競争上の優位性と敏捷性の強化、希少な人材へのアクセス、従業員の柔軟性、有効性、生産性の向上など、企業にとって大きな可能性を提供している。それは欧米、特にヨーロッパで人気を得ている。重要性は増加しているが、分散型ワークはアジアではまだ広く受け入れられていない。

### リモートオフィスセンター
リモートオフィスセンター(ROCs)は、複数の企業から個人にオフィスを貸し出す分散型のセンターである。リモートオフィスセンターでは、プロ仕様のネットワークアクセス、電話システム、セキュリティシステム、メールストップ、オプションサービスなどを追加料金で提供している。ROCは一般的に、人口集中地域全体の人々が住んでいる場所の近くに位置しているため、労働者は数マイル以上の距離を通勤する必要がない。在宅勤務者は実際のオフィスで仕事を行うが、従来の在宅勤務と同様にVPNを利用してインターネットを介して会社のネットワークにアクセスする。
このタイプの在宅勤務は、在宅勤務のメリットを十分に享受することはできないが、在宅勤務ができない、またはしたくないという従業員のニーズに対応することが可能である。

### テレワーカーのための情報セキュリティ
安全ではないコンピュータやネットワーク接続から情報を盗むことを生業とするハッカーにとって、テレワーカーは組織の最も機密性の高いデータへ扉を開くことになる可能性がある。セキュリティとプライバシーは、技術者が作成できるあらゆるセキュリティ対策の一歩先を行くハッカーの能力のおかげで、最近ではますます希少価値の高いものとなっている。セキュリティ侵害は、標準的なオフィス環境では十分に大きな脅威であるが、在宅勤務や外出先で働く従業員がいる組織では、そのリスクはさらに大きなものとなる。
データ保護と情報セキュリティが組織にとって重要であり、機密データ保護という全体的な目標を達成するためには、従業員の行動が重要であることをテレワーカーに伝えることが組織にとって重要である。セキュリティ問題に対する意識の向上とトレーニングを行っているにもかかわらず、多くの従業員がセキュリティリスクを抑止するために必要な予防措置を講じていないのが現状である。
真のセキュリティは、セキュリティポリシーから始まるものである。情報セキュリティの専門家は、セキュリティポリシーが在宅勤務/テレワーク、そして誰がテレワークをすることができるか、テレワークをする人が利用できるサービス、情報の制限、本人確認/認証/認可、機器とソフトウェアの仕様、完全性と機密性、メンテナンスガイドライン、および堅牢なユーザー教育をカバーしていることを確認しなければならないとされている。

### その他の国々
ニューヨーク・タイムズの記事によると、在宅勤務は現在アメリカの労働力の約2.6%を占めており、ドライバーなどのリモートワークは含まれていないという。記事では、スタンフォード大学の経済学教授であるニコラス・ブルームの実験についても言及されている。この実験では、250人の労働者が中国の大手旅行会社であるCtripからランダムに選ばれ、自宅かオフィスのどちらかで働くことになった。その結果、在宅勤務をしている人の方が、オフィス勤務をしている人よりも長時間勤務していることが判明した。在宅勤務者はまた、より生産性が高く、より幸せな生活を送っていた。Ctripは在宅勤務で約2Kを節約した。なお、在宅勤務者の退職率は低下したが、昇進率も低下した。在宅勤務者の多くは、孤独感や昇進願望などを理由に、最後にはオフィスに戻ることを求めていた。Global Workplace Analyticsの社長であるケイト・リスターは、ほとんどの労働者が在宅勤務とオフィスワークの併用を好むという結論に達した。在宅勤務は効率性を高め、労働者の柔軟性を高めるものである。
アメリカは経済性が高く、マルチメディアサービスも充実しているため、テレワークを利用する傾向が高まっている。在宅勤務を好む国トップ10の中では米国が1位であるが、中国などの発展途上国もこの傾向に追いついてきている。money.163.comの記事によると、アジア太平洋地域の在宅勤務者数は、アメリカ、ヨーロッパ、中東、アフリカなどの地域を上回っている。アジア太平洋地域の在宅勤務者数は約37％、その他の地域では約23～4％となっている。
なお、すべての労働者が在宅勤務をする機会があるわけではない。在宅勤務の倫理的な問題の一つは、誰に在宅勤務の機会を与えるべきかということである。ある人は、幼い子供がいるので、自宅で仕事をする機会が多いかもしれないが、もう一人は個人的な問題を抱えていると言い出すこともある。そして、在宅勤務とオフィスワークを両立させることは、多くの労働者に好まれている。多くの人は、週に1～2回の在宅勤務が妥当なスケジュールだと考えている。企業もまた、労働者の満足度が高く、企業がコストを節約できるため、この提案を支持している。

### 新型コロナウイルスによるパンデミックの影響
アナリストは、現在進行中の新型コロナウイルス感染症 (COVID-19) の世界的流行が在宅勤務の「転換点」になる可能性を示唆している。シアトルでは、マイクロソフト、アマゾン、フェイスブック、グーグルが従業員に在宅勤務を義務付けている。また、流行の結果として在宅勤務が増加することでアメリカではインターネットへのアクセス権が拡大する可能性があると示唆する声もある。

## 関連する用語と概念

### コワーキング
コワーキングとは、独立して仕事をしている人たちが、同じ空間で働くことで生まれる相乗効果はもちろんのこと、共通の作業スペースを共有することで生まれる社交的な集まりのことである。
コワーキングの施設は、フォーマルなオフィスの共有スペースから、コーヒーショップのような社交場まで様々なものがある。起業家や社会起業家は、ビジネスインキュベーターやシードアクセラレーターの組織が提供する共有オフィスやワークショップ施設でコワーキングを行うことが多い。
起業家にとってコワーキングは、創造的な起業家、研究者、ナレッジワーカーが出会い、アイデアを共有し、共同作業を行い、新しい研究を共有し、潜在的なパートナーを見つけることを可能にしている。

### 分散型ワーク・分散作業
分散型ワークとは、従来のオフィスやワークスペースの枠を超えた場所での組織的な仕事の遂行を意味している。これは、情報通信技術を利用して、自宅や顧客先などの適切な場所で、ワーカーがより効果的に仕事を行うことを可能にしたり、要求したりする組織的な仕組みを指す。
例えば、ファイナンシャルプランナーが顧客の職場で顧客のランチタイムに顧客と会う場合、これはオフィス外でのミーティングであるにもかかわらず、インターネットを利用してファイナンシャルプランナーはモバイルコンピュータでファイナンシャルプランニングツールやプレゼンテーションを提示することができる。
もう一つの例としては、出版社の役員が、Eメールやオンラインシステムを使って、自宅から図書館や大学教授に本を勧めたり、最新の書籍の注文をしたりしている。このような分散型の仕事が、労働者の通勤時間を置き換える場合は在宅勤務とみなされ、そうでない場合はテレワークとなる。

### ホテリング
特に社員が外出先や遠隔地で長時間を過ごす企業では、本社の一時的な従来のオフィスやキュービクル、会議室、遠隔地のオフィスセンター、その他のシェアオフィス施設を予約して利用できるホットデスクやホテリングを提供している企業もある。

## ホームワーカー
ホームワーカー、あるいは在宅勤務者とは、国際労働機関（ILO）によって、雇用者が指定した製品やサービスの結果として生じる賃金の支払いのために、自宅または職場以外の任意の場所で働く人々と定義されている。
世界には推定3億人の在宅労働者がいるとされているが、これらの労働者は一般的に非公式経済で機能しており、登録も契約もされていないことが多いため、正確な数を把握することは難しい。
最近では、通信技術の向上、サプライチェーンの変化、特にジャストインタイムの在庫システムの開発などにより、在宅ワークの現象が拡大している。ホームワーカーは、ピースワークで雇用されることが多い。
ホームワーカーは、起業家や自営業者、ファミリービジネスとは異なり、企業に雇われて自宅から特定の活動やサービスを行うという点が特徴である。ホームワーカーは、自身が働いているビジネスを所有したり、運営したりすることはない。高度なスキルを持つ在宅ワーカーは、特に情報技術の分野ではかなりの数にのぼるが、ほとんどの在宅ワーカーは低スキル労働者とみなされている。最近では、在宅勤務者の労働条件が悪化しており、国際開発組織や非政府組織の懸念事項となっている。